# Malin (Irlande)
Pour les articles homonymes, voir Malin.
Malin (en irlandais Málainn) est un village du comté de Donegal, en Irlande, situé 6 kilomètres au nord de Carndonagh. Treize kilomètres plus au nord se trouve Malin Head, le point le plus au nord de l’île d’Irlande. Malin a remporté l'Irish Tidy Towns Competition en 1970 et 1991. 

## Vue d'ensemble

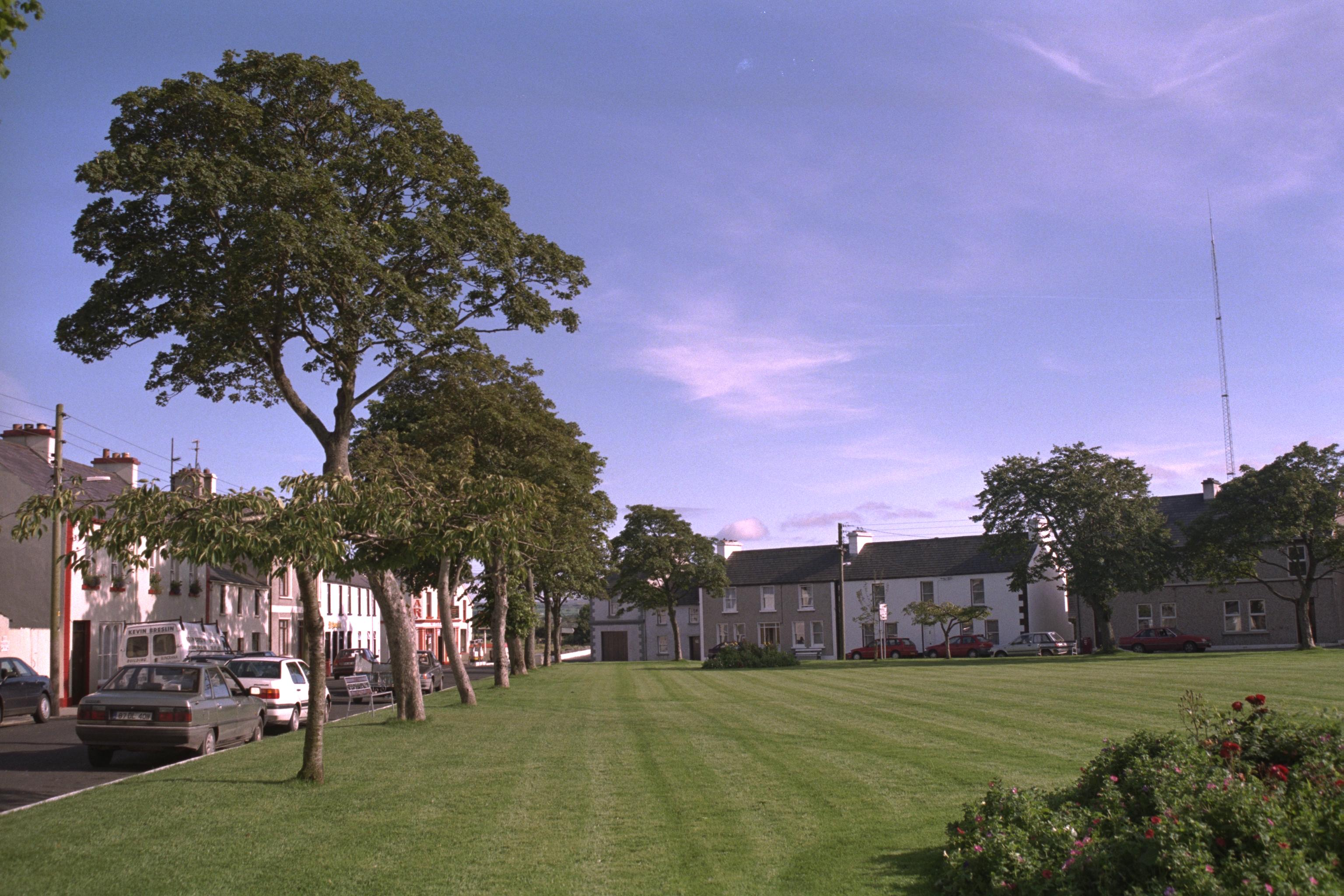
Malin et son « green », en 1996.

Malin est situé à 6 km au nord de Carndonagh, il est notamment accessible par la route R238. 
À 13 km du village se trouve Malin Head, le point géographique le plus au nord de l'Irlande.
La localité s'est organisée autour d'un espace vert triangulaire, le green.

## Sports
Le club GAA de la ville, C.L.G. Malainn, est un club de football senior.
La course à pied de Malin  a lieu chaque année sur 5 km.
Une course de radeaux est aussi organisée annuellement, elle a pour but de collecter des fonds pour le Royal National Lifeboat Institution, RNLI.

## Environnement
Malin a remporté le concours Tidy Towns à deux reprises (1970 et 1991) et a obtenu une médaille de bronze en 2002.

## Personnalités locales
- The Henry Girls, trio de musique folk irlandaise, originaire de Malin[3], tout comme :
- William Elder, homme politique et membre du clergé au Canada ;
- William McArthur, maire de Londres.